# Passiflora coactilis
Passiflora coactilis (Mast.) Killip – gatunek rośliny z rodziny męczennicowatych (Passifloraceae Juss. ex Kunth in Humb.). Występuje naturalnie w Ekwadorze. Według niektórych źródeł rośnie także w Kolumbii.

## Morfologia
PokrójZdrewniałe, trwałe, owłosione liany.
LiścieOwalnie, podwójnie lub potrójnie klapowane, sercowate u podstawy. Mają 6,5–13,5 cm długości oraz 6–15,5 cm szerokości. Ząbkowane, z tępym lub ostrym wierzchołkiem. Ogonek liściowy jest owłosiony i ma długość 20–28 mm. Przylistki są liniowe, mają 2–15 mm długości.
KwiatyPojedyncze. Działki kielicha są prawie owalne, mają 5,3–7,5 cm długości. Płatki są podłużne, mają 5–6 cm długości. Przykoronek ułożony jest w jednym rzędzie, mogą mieć barwę od brunatnej po purpurową, ma 5–6 mm długości.
OwoceSą elipsoidalnego kształtu. Mają 8–10 cm długości i 4–4,5 cm średnicy.